# Mary Mallon

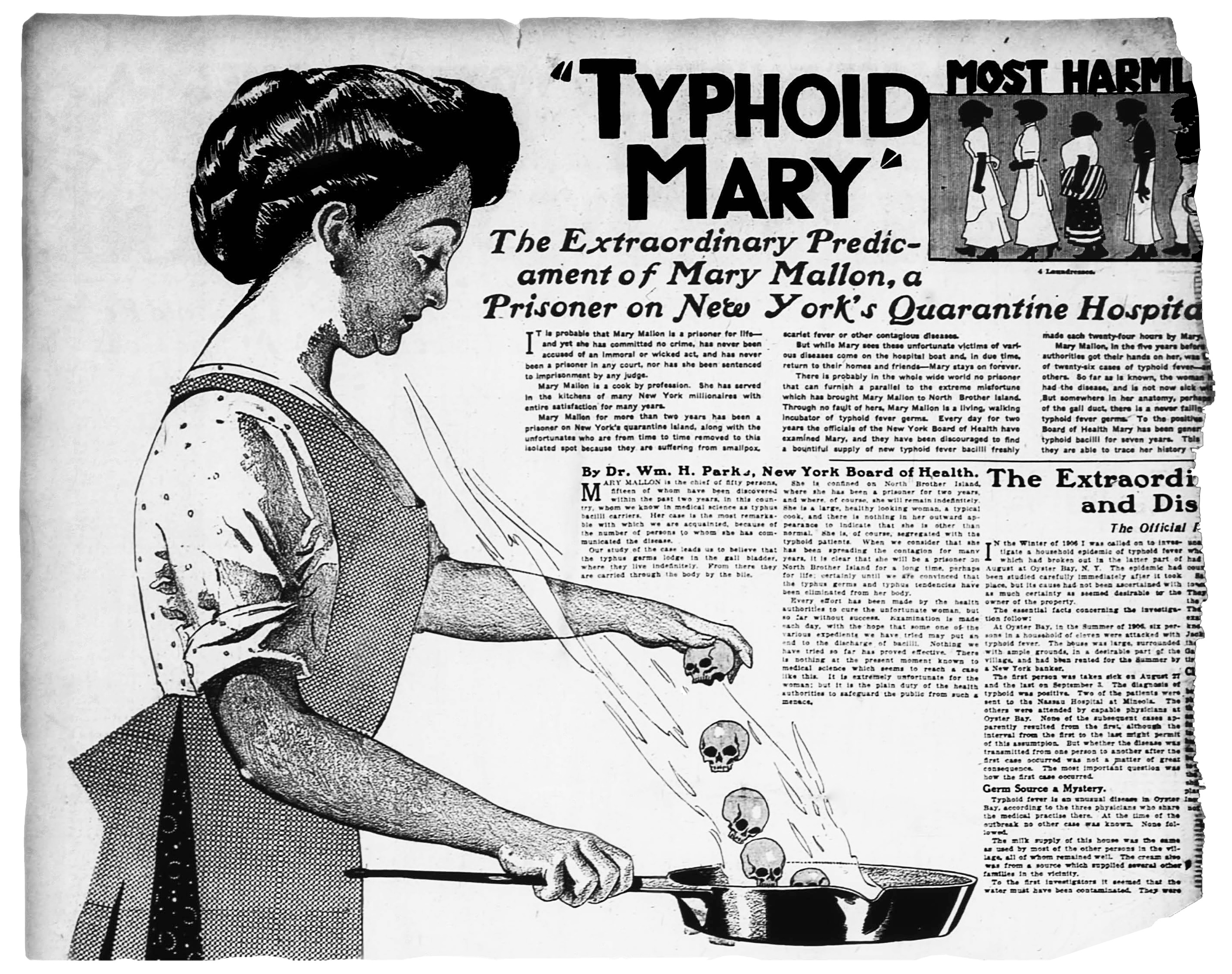
„Typhus-Mary“ in einer Zeitungs-Illustration von 1909, in der sie kleine Schädel in eine Pfanne gibt

Mary Mallon (* 23. September 1869 in Cookstown, Nordirland; † 11. November 1938 auf North Brother Island, Vereinigte Staaten), bekannt als Typhoid Mary (Typhus-Mary), war die erste Person in den Vereinigten Staaten, die als nicht erkrankte Trägerin von Typhus identifiziert wurde, als sogenannte Dauerausscheiderin. Mallon war 1883 aus Irland eingewandert.

## Köchin
Mary Mallon arbeitete zwischen 1900 und 1907 als Köchin im Gebiet von New York City. Während dieser Zeit infizierte sie 53 Menschen mit Typhus; drei von ihnen starben. Im Jahr 1900 war Mallon noch keine zwei Wochen Köchin in einem Haus in Mamaroneck, als die Bewohner an Typhus erkrankten. 1901 zog sie nach Manhattan, wo Mitglieder der dort von ihr bekochten Familie Fieber und Durchfall bekamen und die Wäschefrau starb. Danach arbeitete sie für einen Anwalt, bis sieben der acht im Haushalt lebenden Menschen an Typhus erkrankten. Mallon pflegte monatelang die Menschen, die sie infiziert hatte, aber ihre Fürsorge verbreitete die Seuche noch weiter. 1904 nahm sie eine Stelle auf Long Island an. Innerhalb von zwei Wochen wurden vier der zehn Familienmitglieder mit Typhus ins Krankenhaus eingeliefert. Sie wechselte erneut ihren Arbeitgeber und infizierte Menschen in drei weiteren Haushalten. Die Seuche wurde oft über eines ihrer Desserts übertragen: Pfirsiche mit Eiscreme.

## Typhus
George Albert Soper (1870–1948) war ein Hygieniker, der von einem der Hausherren, für den Mary Mallon arbeitete, angeheuert wurde. Nach sorgfältiger Untersuchung identifizierte er Mallon als mögliche Trägerin von Typhus. Er konfrontierte sie mit der Möglichkeit, dass sie Typhus verbreite. Sie reagierte entrüstet auf seine Anfrage nach Urin- und Stuhlproben, und Soper ging wieder. Später veröffentlichte er seine Ergebnisse im Journal of the American Medical Association, in der Ausgabe vom 15. Juni 1907. Soper brachte bei seinem nächsten Besuch bei Mallon einen Arzt mit, wurde aber wieder abgewiesen.
Dass Mallon die Möglichkeit leugnete, sie könnte Trägerin von Typhus sein, basierte teilweise auf der Diagnose eines angesehenen Apothekers. Dieser befand, sie trage keine Bakterien. Außerdem war das Wissen nicht weit verbreitet, dass eine Person eine Seuche verbreiten kann und dennoch nicht an ihr erkrankt. Vermutlich war Soper im Umgang mit Mary Mallon auch recht taktlos.

## Isolation

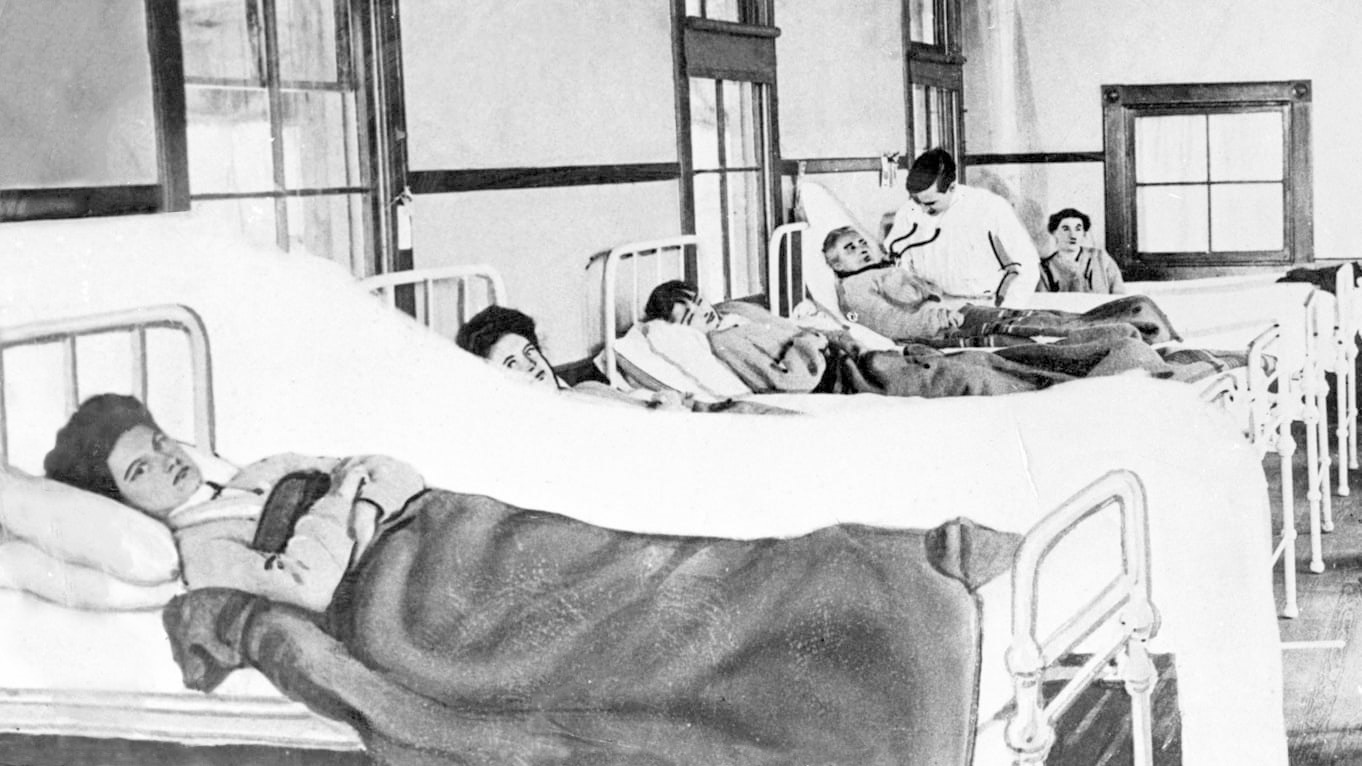
Mary Mallon (im Vordergrund) in einem Krankenhausbett während ihrer ersten Isolierung

Das Gesundheitsamt von New York City sandte die Ärztin Sara Josephine Baker zu Mallon, um mit ihr zu sprechen, aber „zu diesem Zeitpunkt war sie davon überzeugt, dass die Obrigkeit sie grundlos verfolge, während sie nichts falsch gemacht habe.“
Ein paar Tage später suchte Baker gemeinsam mit einigen Polizisten Mallon an ihrem Arbeitsplatz auf und nahm sie in Gewahrsam. Der Gesundheitsinspektor von New York City untersuchte sie und erkannte sie als Trägerin. Sie wurde im Riverside Hospital isoliert. Über den Umgang mit ihr beschwerte sie sich im Juni 1909 schriftlich bei ihrem Anwalt: „Ich bin hier für jeden die Peepshow. Sogar die Assistenzärzte sind vorbeigekommen, um mich zu sehen und mich nach den Fakten zu befragen, die ohnehin schon die ganze Welt kennt.“ Die männlichen Patienten hätten über sie gesagt: „Da ist sie, die entführte Frau.“ William H. Park habe eine Illustration von ihr angefertigt: „Ich frage mich, wie der besagte Dr. William H. Park es finden würde, wenn er so beleidigt, in der Zeitung abgedruckt und […] als Typhoid William Park bezeichnet werden würde.“
Nach drei Jahren wurde sie unter der Bedingung entlassen, nie wieder mit Nahrungsmitteln zu arbeiten. 1915 kehrte sie aber zum Kochen zurück und infizierte 25 Menschen, während sie als Köchin im New Yorker Sloane-Krankenhaus arbeitete. Zwei der Infizierten starben später. 
Die Gesundheitsbehörde nahm sie daraufhin wieder in Gewahrsam und verwies Mary Mallon auf Lebenszeit in eine Isolierstation. Sie wurde von 1907 bis 1910 und erneut von 1915 bis zu ihrem Tod 1938 in Quarantäne gesperrt.
Mary Mallon wurde eine Art Berühmtheit. Journalisten, die sie interviewen wollten, wurde verboten, auch nur ein Glas Wasser von ihr zu akzeptieren. Später durfte sie in Laboren auf North Brother Island als Technikerin arbeiten.

## Tod
Mary Mallon starb mit 69 Jahren an einer Lungenentzündung. Bei der Autopsie fand man Hinweise auf lebende Typhusbakterien in ihrer Gallenblase. Ihr Leichnam wurde eingeäschert und auf dem Saint-Raymond's-Friedhof in der Bronx bestattet.

## Rezeption
Nach ihrem Tod fand Mary Mallon Eingang in die Literatur, vor allem durch den Roman Die Ballade von der Typhoid Mary (1982) des Schweizer Autors Jürg Federspiel. Auf dieser Vorlage basieren zum Beispiel ein Comic von Ursula Fürst sowie mehrere Theaterstücke. Auch in der ersten Staffel der TV-Drama-Serie The Knick von Steven Soderbergh wurde die Geschichte von Mary Mallon aufgegriffen. In der Sendereihe 1000 Wege, ins Gras zu beißen wurde ihr Todesart #145 („Mary-nated“) gewidmet.

### Mallon in Film und Musik
- Paranormal Asylum (Paranormal Asylum: The Revenge of Typhoid Mary), 2013.[8]
- Hail Mary Mallon ist eine Hip-Hop-Gruppe, bestehend aus Aesop Rock, Rob Sonic und DJ Big Wiz.[9]
- Die Datenbank Musicbrainz listet mehr als zehn Lieder mit dem Titel Typhoid Mary von unterschiedlichen Interpreten.[10]
- Fair to Midland veröffentlichten den Song Typhoid Mary sends her best auf ihrem 2011 erschienenen Album Arrows and Anchors.